# Pseuderanthemum hildebrandtii
Pseuderanthemum hildebrandtii är en akantusväxtart som beskrevs av Gustav Lindau. Pseuderanthemum hildebrandtii ingår i släktet Pseuderanthemum och familjen akantusväxter. Inga underarter finns listade i Catalogue of Life.